# 江蘇足球倶楽部
江蘇足球倶楽部（漢音読み：こうそそっきゅうくらぶ、江苏足球俱乐部）は、中華人民共和国の東部、江蘇省の南京市をホームタウンとしたプロサッカークラブ。2020年シーズンには初のリーグ優勝を果たしたが、その後親会社蘇寧グループの経営悪化とクラブの負債のため活動停止し、リーグを脱退した。

## 概要
チーム名は親会社の蘇寧グループに由来している。2000年から2015年までは出資していた親会社の舜天グループ（舜天グループは南京の鉱工業・機械メーカーを中心とした企業グループ）に由来して、2000年から2013年は江蘇舜天、2014年から2015年まで江蘇国信舜天、2016年から2020年まで江蘇蘇寧となっていた。

## 歴史
1994年
江蘇邁特と江蘇省体育委員会が共同でプロサッカークラブ江蘇邁特足球倶楽部創立。
1995年
江蘇邁特が撤退し、江蘇足球倶楽部として甲Bリーグに参加。
1996年
江蘇電視台、金陵石化公司烷基苯廠、江蘇省煙草公司、江蘇省国際投資会社、江蘇省サッカー協会が共同出資し江蘇金陵石化加佳足球倶楽部（江蘇加佳）となり、甲Bリーグに出場したが、成績振るわず降格となる。
1997年
乙リーグで2位となり、甲Bリーグに再度昇格。
2000年
江蘇加佳の基礎の上に、江蘇舜天グループが出資し、江蘇舜天足球倶楽部となる。引き続き甲Bリーグに参加。
2009年
中国サッカー・スーパーリーグに昇格。
2013年
AFCチャンピオンズリーグ2013でACL初出場すると予選で韓国のFCソウル、タイのブリーラム・ユナイテッド、日本のベガルタ仙台が入るグループEを2勝1分3敗の3位で終えグループリーグ敗退した。
2015年
中国FAカップの決勝で上海緑地申花を延長戦の末、1-0で下して初優勝を果たした。これにより2013年以来となる2度目のAFCチャンピオンズリーグ2016の出場権を獲得した。
2016年
ラミレス、アレックス・テイシェイラ、ジョーといったブラジル代表経験者が加入した。
6月21日、チェ・ヨンスを招聘した。
リーグ2位の好成績、特にホームゲームでは公式戦1敗（AFCチャンピオンズリーグ2016・FC東京戦）のみと強さを見せた。
2017年
6月11日、ファビオ・カペッロを招聘した。
2018年
3月28日、コスミン・オラロイを招聘した。
2020年
中国サッカー・スーパーリーグにて初優勝を果たした。
2021年
クラブ名に会社名を入れないようにするサッカー協会の方針を受けて、2021年シーズンからクラブ名を「江蘇足球倶楽部」へ改名した。
2月23日、親会社である「蘇寧グループ」の経営悪化によりクラブの売却を模索中で無期限の活動中止と報じられる。同グループは売却の条件として「5億元の債務負担」を提示しており、もしも、肩代わりできる企業が見つけられない場合、解散という結果も排除はできないとしている。主力だったテイシェイラとの契約は失効され、それ以外にもオラロイ監督やサンティニも契約を破棄された。
2月28日、トップチームを始めとする女子チームや下部組織を含めた全チームの活動を停止することが正式に発表された。これに伴い、3月18日にはACLへの出場を辞退。3月29日には中国サッカー・スーパーリーグの脱退が正式決定した。

## クラブ名の変遷
- 1958年 - 1993年 江蘇省男子足球隊（Jiangsu Province Football Team）
- 1994年 江蘇邁特足球倶楽部（Jiangsu Maint Football Club）
- 1995年 江蘇足球隊（Jiangsu Football Club）
- 1996年 - 1999年 江蘇金陵石化加佳足球倶楽部（Jiangsu Gige Football Club）
- 2000年 - 2013年 江蘇舜天足球倶楽部（Jiangsu Sainty Football Club）
- 2014年 - 2015年 江蘇国信舜天足球倶楽部（Jiangsu Guoxin-Sainty Football Club）
- 2016年 - 2020年 江蘇蘇寧足球倶楽部（Jiangsu Suning Football Club）
- 2021年 江蘇足球倶楽部（Jiangsu Football Club）

## タイトル

### 国内タイトル
- 中国超級リーグ：1回
  - 2020
- 中国FAカップ：1回
  - 2015
- 中国サッカー・スーパーカップ：1回
  - 2013

### 表彰
中国サッカー協会
- 最優秀選手賞
  - 2012 -  クリスティアン・ダナラケ
- 最優秀GK賞
  - 2012 -  鄧小飛
- 最優秀監督賞
  - 2012 -  ドラガン・オクカ

超級リーグ
- 得点王
  - 2012 -  クリスティアン・ダナラケ
- ベストイレブン
  - 2012 -  鄧小飛,  クリスティアン・ダナラケ
  - 2015 -  呉曦
  - 2016 -  呉曦
- フェアプレー賞
  - 2012

## 過去の成績
| シーズン | リーグ     | 試 | 勝 | 分 | 敗 | 得 | 失 | 差  | 点 | 順位 | FAカップ     |
| -------- | ---------- | -- | -- | -- | -- | -- | -- | --- | -- | ---- | ------------ |
| 2009     | 超級リーグ | 30 | 9  | 10 | 11 | 30 | 30 | 0   | 37 | 10位 |              |
| 2010     | 超級リーグ | 30 | 8  | 11 | 11 | 27 | 27 | 0   | 35 | 11位 |              |
| 2011     | 超級リーグ | 30 | 14 | 5  | 11 | 43 | 28 | +15 | 47 | 4位  | 1回戦敗退    |
| 2012     | 超級リーグ | 30 | 14 | 12 | 4  | 49 | 29 | +20 | 54 | 2位  | 3回戦敗退    |
| 2013     | 超級リーグ | 30 | 7  | 11 | 12 | 32 | 39 | −7  | 32 | 13位 | 準々決勝敗退 |
| 2014     | 超級リーグ | 30 | 9  | 10 | 11 | 37 | 45 | −8  | 37 | 8位  | 準優勝       |
| 2015     | 超級リーグ | 30 | 9  | 8  | 13 | 39 | 48 | −9  | 35 | 9位  | 優勝         |
| 2016     | 超級リーグ | 30 | 17 | 6  | 7  | 53 | 33 | +20 | 57 | 2位  | 準優勝       |
| 2017     | 超級リーグ | 30 | 7  | 11 | 12 | 40 | 45 | -5  | 32 | 12位 | 準々決勝敗退 |
| 2018     | 超級リーグ | 30 | 13 | 9  | 8  | 48 | 33 | +15 | 48 | 5位  | 準々決勝敗退 |
| 2019     | 超級リーグ | 30 | 15 | 8  | 7  | 60 | 41 | +19 | 53 | 4位  | ベスト16     |
| 2020     | 超級リーグ | 20 | 10 | 8  | 2  | 30 | 19 | +11 | -  | 1位  | 準優勝       |

- 2020シーズンは新型コロナウイルス感染拡大の影響により、8チームずつ2つのグループに分かれて予選を行い、各グループ上位4チーム計8チームが優勝を争う決勝トーナメントに、下位4チーム計8チームが降格を争う残留プレーオフに進む形で開催された。

## 所属していたメンバー
2018シーズン 基本フォーメーション
注：選手の国籍表記はFIFAの定めた代表資格ルールに基づく。
| No. | Pos. |                | 選手名         |
| --- | ---- | -------------- | -------------- |
| 1   | GK   | 中華人民共和国 | 顧超           |
| 2   | DF   | 中華人民共和国 | 李昂           |
| 3   | MF   | 中華人民共和国 | 田依濃         |
| 5   | DF   | 中華人民共和国 | 周雲           |
| 6   | DF   | 中華人民共和国 | 楊博宇         |
| 9   | FW   | イタリア       | エデル ()      |
| 11  | MF   | 中華人民共和国 | 謝鵬飛         |
| 12  | MF   | 中華人民共和国 | 張暁彬         |
| 13  | MF   | 中華人民共和国 | 陶源           |
| 14  | FW   | 中華人民共和国 | 南小亨         |
| 15  | MF   | 中華人民共和国 | 高大倫         |
| 16  | MF   | 中華人民共和国 | 高天意         |
| 18  | MF   | 中華人民共和国 | 張凌峰         |
| 20  | MF   | 中華人民共和国 | アブドゥハミト |
| 21  | DF   | 中華人民共和国 | 曹海清         |

| No. | Pos. |                | 選手名               |
| --- | ---- | -------------- | -------------------- |
| 22  | MF   | 中華人民共和国 | 呉曦 ()              |
| 23  | GK   | 中華人民共和国 | 李海涛               |
| 24  | MF   | 中華人民共和国 | 吉翔                 |
| 25  | DF   | ブラジル       | ミランダ ★           |
| 26  | FW   | クロアチア     | イヴァン・サンティニ |
| 27  | MF   | 中華人民共和国 | 楊家威               |
| 28  | DF   | 中華人民共和国 | 楊笑天               |
| 31  | MF   | 中華人民共和国 | 呉凡                 |
| 32  | FW   | 中華人民共和国 | 黄紫昌               |
| 33  | MF   | 中華人民共和国 | 汪嵩                 |
| 37  | DF   | 中華人民共和国 | 梁金虎               |
| 44  | DF   | 中華人民共和国 | 黄嘉俊               |
| 54  | DF   | 中華人民共和国 | 謝小凡               |
| --  | GK   | 中華人民共和国 | 姜灝                 |

## 歴代監督
- ドラガン・オクカ 2011-2013
- 高洪波 2014-2015
- ダン・ペトレスク 2015-2016
- 唐京 2016
- 崔龍洙 2016-2017
- ファビオ・カペッロ 2017-2018
- コスミン・オラロイ 2018-2020

## 歴代所属選手
- デヤン・ダミヤノヴィッチ 2014
- エスクデロ競飛王 2015
- サミール 2015-2016
- ラミレス 2016-2019
- アレックス・テイシェイラ 2016-2020
- ホン・ジョンホ 2016-2019
- ジョー 2016
- トレント・セインズベリー 2016-2018
- ロヘル・マルティネス 2016-2018
- バンジャマン・ムカンジョ 2017-2018
- リッチモンド・ボアキエ 2018
- エデル 2018-2020
- ミランダ 2019-2020
- イヴァン・サンティニ 2019-2020